# Berlin (Schiff, 1959)
Die Berlin war ein 1958/59 für die Dampfschiffahrts-Gesellschaft für den Nieder- und Mittelrhein (DGNM) gebautes Fahrgastschiff, das von der Köln-Düsseldorfer Deutsche Rheinschiffahrt bis 2003 im Plandienst auf dem Rhein eingesetzt wurde. Sie war das erste von insgesamt vier Großraumschiffen mit Voith-Schneider-Seitenantrieb, die von der KD in Auftrag gegeben wurden. Die Antriebskonfiguration ähnelte der älterer Schaufelraddampfer, wobei hier die Voith-Schneider-Propeller an charakteristischen ausladenden Seitenkästen am Schiffsrumpf angebracht waren. Der Berlin folgte 1961 die Deutschland, 1963 die Loreley und 1967 die Rhein. Jedes der weiteren Schiffe war jeweils etwas größer als der Vorgänger.
Nach dem Verkauf an die niederländische Princess Services B.V. in Dordrecht wurde sie zu Veranstaltungsschiff umgebaut und mit dem Namen Tourmalijn bis 2010 bei Sonder- und Veranstaltungsfahrten eingesetzt. Kurz nachdem sie an die RiverZZ Events BV weiterverkauft und in River ZZ umbenannt worden war, brannte sie am 9. September 2011 in der Nähe der Erasmusbrücke auf der Nieuwe Maas in Rotterdam vollständig aus, sodass sie Anfang 2012 abgewrackt werden musste.

## Geschichte

### Im Besitz der Dampfschiffahrts-Gesellschaft für den Nieder- und Mittelrhein

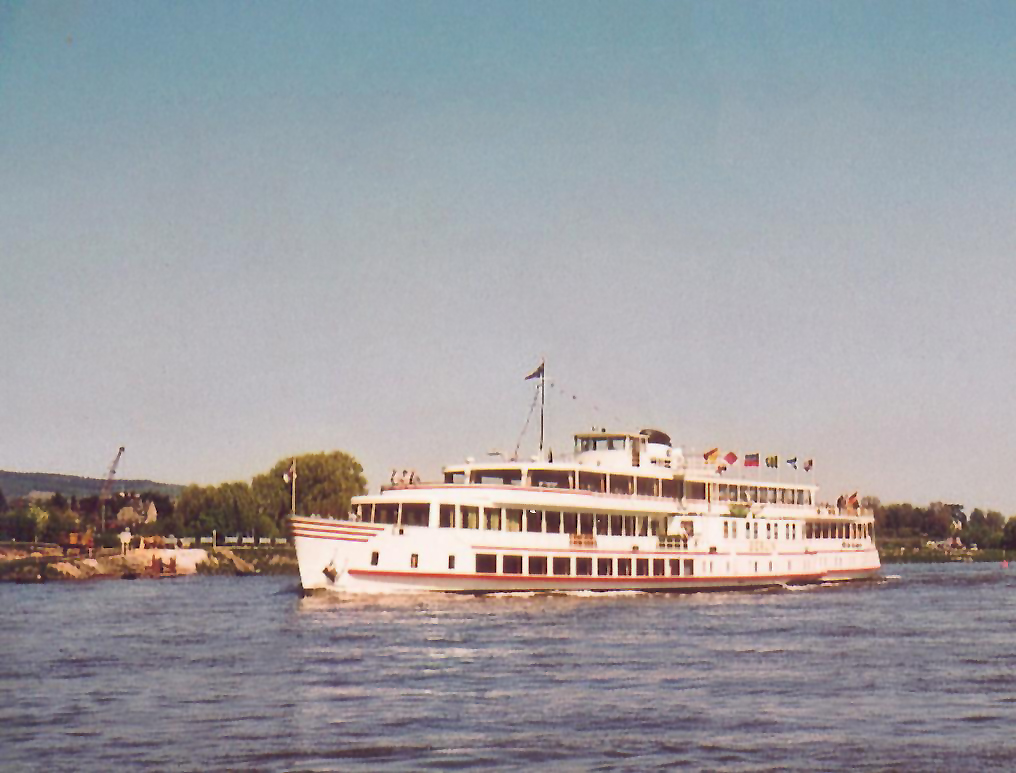
Die Berlin der KD im Jahre 1982

Als Ersatz für den 1957 ausgemusterten Raddampfer Kaiser-Wilhelm bestellte die Dampfschiffahrts-Gesellschaft für den Nieder- und Mittelrhein für die mit der Preußisch-Rheinische Dampfschiffahrtsgesellschaft geführte Betriebsgemeinschaft bei der Kölner Werft, Ewald Berninghaus ein zeitgemäßes Großraumfahrgastschiff mit drei Fahrgastdecks. In Zusammenarbeit der Reederei, des Antriebshersteller Voith und der Bauwerft führte die Versuchsanstalt für Binnenschiffahrt in Duisburg von November 1957 bis Januar 1958 Versuche mit Schiffsmodellen durch. Nach dem anhand der erlangten Erkenntnisse ein Konstruktionsplan und ein Antriebskonzept erstellt wurden, erfolgte am 1. Oktober 1958 die Kiellegung des unter der Baunummer 777 zu bauenden Schiffs. Der erste Stapellauf fand am 3. Februar 1959 statt – dieser war nur zum Einkranen der Maschinen notwendig. Anschließend wurde das Schiff wieder auf die Helling gezogen. Der offizielle Stapellauf hat im April stattgefunden. Nach Abschluss der Restarbeiten erfolgte am 9. Mai 1959 auf der Strecke von Uerdingen nach Köln die Abnahmefahrt. Am 14. Mai taufte Rut Brandt, die Ehefrau des damals regierenden Bürgermeisters von Berlin Willy Brandt, das Schiff in Mainz auf den Namen Berlin. Die anschließen zwölfstündige Jungfernfahrt führte nach Düsseldorf. Die Berlin war bei Inbetriebnahme für 3000 Fahrgäste zugelassen und war damit zu dieser Zeit das Schiff mit der höchsten Fahrgastzulassung auf europäischen Binnengewässern.
Ab dem 16. Mai 1959 übernahm die Berlin Plan- und Ausflugsfahrten auf dem Rhein. Da sie das modernste Schiff der Flotte war, setzte die Reederei sie in den ersten Betriebsjahren auch bei öffentlichkeitswirksamen Sonderfahrten ein. So fuhr am 9. Mai 1961 der Kanzlerkandidat Willy Brandt in der Wahlkampfphase mit dem Schiff von Bingen am Rhein nach Neuwied. Im selben Monat war der togoische Präsident Sylvanus Olympio anlässlich einer Festfahrt im Rahmen seines Staatsbesuchs an Bord. Mit der Inbetriebnahme der Deutschland am 20. Mai 1961 endeten diese repräsentativen Einsätze für die Berlin. Bei einem Werftaufenthalt im Winter 1963 wurde das offene Achterdeck auf dem Hauptdeck überbaut. Das offene Achterdeck des Oberdecks konnte auf die durch den Umbau neuentstandene Dachfläche ausgeweitet werden.

### Im Besitz der Köln-Düsseldorfer Deutsche Rheinschiffahrt

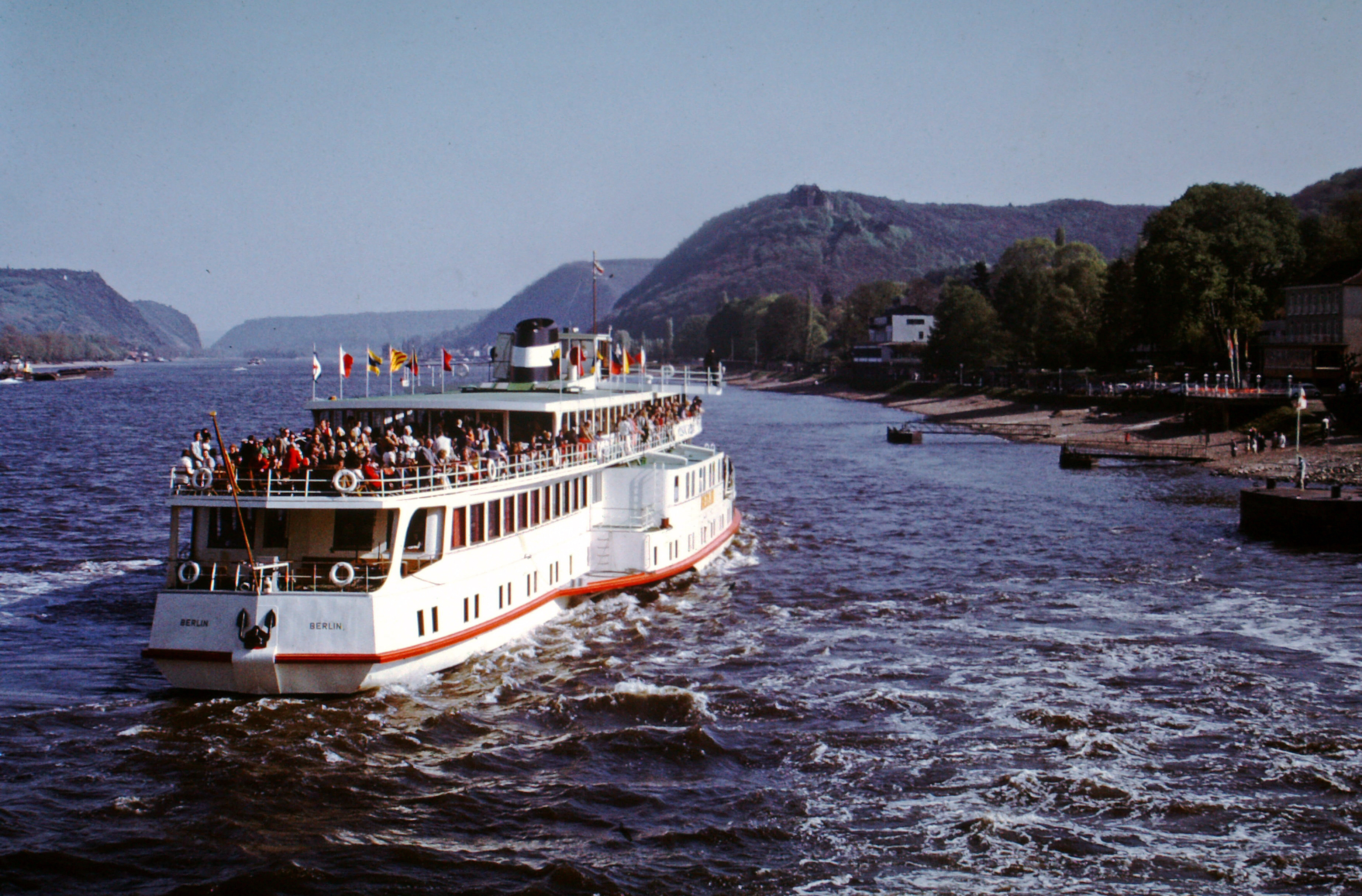
Auf Fahrt in Bad Breisig (1977)

Am 16. Mai 1967 fusionierten die DGMN und die Preußisch-Rheinische Dampfschiffahrtsgesellschaft zur Köln-Düsseldorfer Deutsche Rheinschiffahrt AG. Der Besitz aller Schiffe der beiden Unternehmen wurde in die neue Gesellschaft übertragen. Obwohl die Berlin in ihrer gesamten Einsatzzeit bei der Köln-Düsseldorfer von Havarieen verschont blieb, sind ab 1969 fast jährlich längerfristige Werftaufenthalte verzeichnet, da die Voith-Schneider-Antriebe und die 6-Zylinder-Motoren sehr wartungsanfällig waren. Am 16. Dezember 1975 wurde dem Schiff die amtliche Europanummer 4200260 zugeordnet. In den Wintermonaten der Jahre 1980 bis 1982 erhielt das Schiff eine Modernisierung des gesamten Innenraums. Auf der Kölner Werft wurde 1982 der Ruderstuhl mit neuer Technik ausgestattet und eine Radaranlage installiert. Die Fahrgastzulassung wurde zur Saison 1990 aus steuerlichen Gründen auf 1763 Personen reduziert.
Im Jahr 2003 beschloss die Reederei die Berlin im Folgejahr nicht mehr einzusetzen, da durch den vorgesehenen Wegfall der Strecke Bonn–Neuwied–Bonn ein überzähliges Schiff freigesetzt wurde, das dann stillgelegt werden konnte. Die Wahl traf auf die Berlin, da sie das Schiff mit den höchsten laufenden Kosten war. Die jährlichen Instandhaltungskosten betrugen am Ende 200.000 Euro. Am 19. Oktober 2003 wurde die Berlin das letzte Mal im Plandienst auf einer Fahrt von Köln nach Linz eingesetzt. Anschließend legte die Reederei das Schiff im Kölner Hafen Niehl I still. Im Dezember 2006 wurde das Schiff zu einem Preis von 190.000 Euro in die Niederlande verkauft

### Einsatz als Veranstaltungsschiff in den Niederlanden

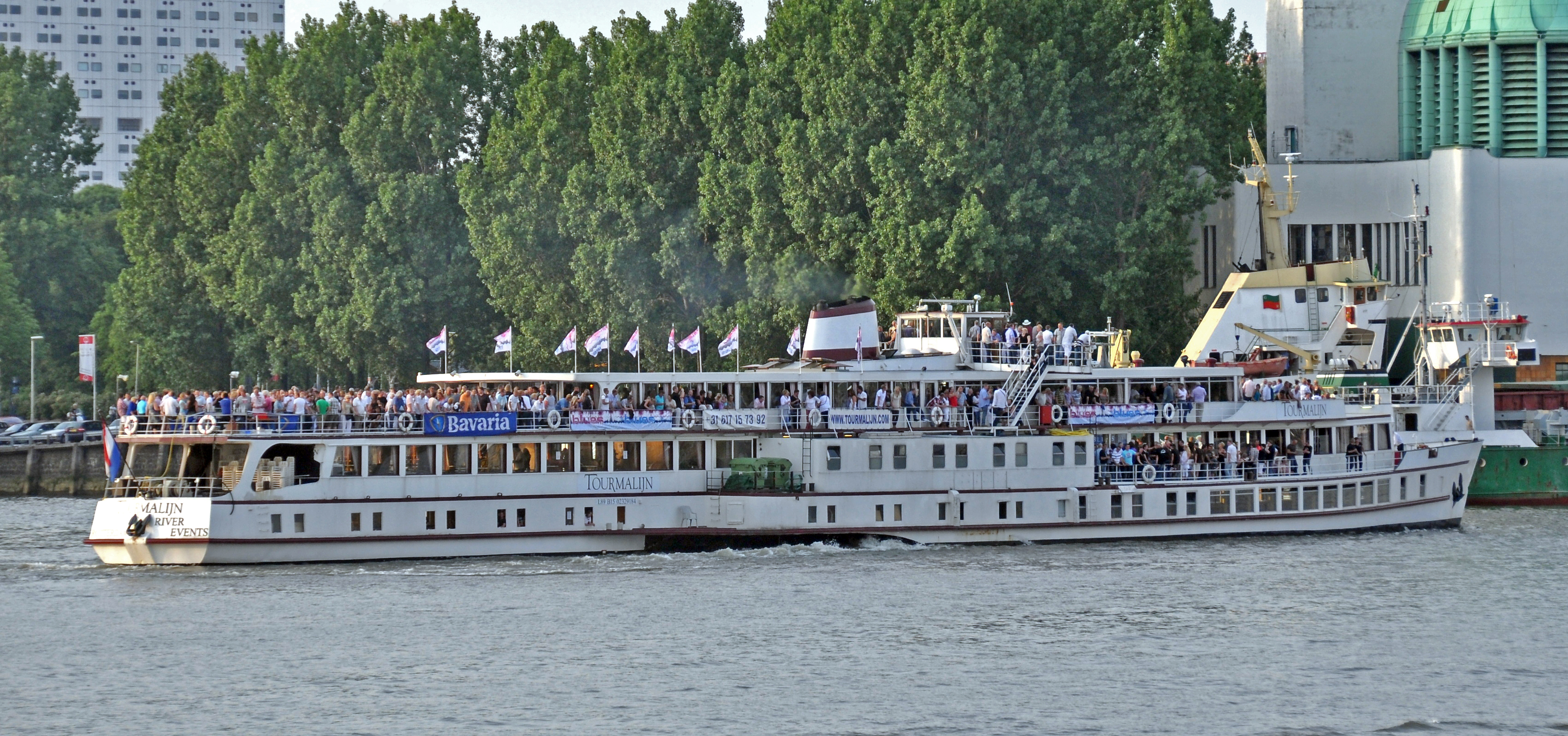
Die Tourmalijn in Rotterdam

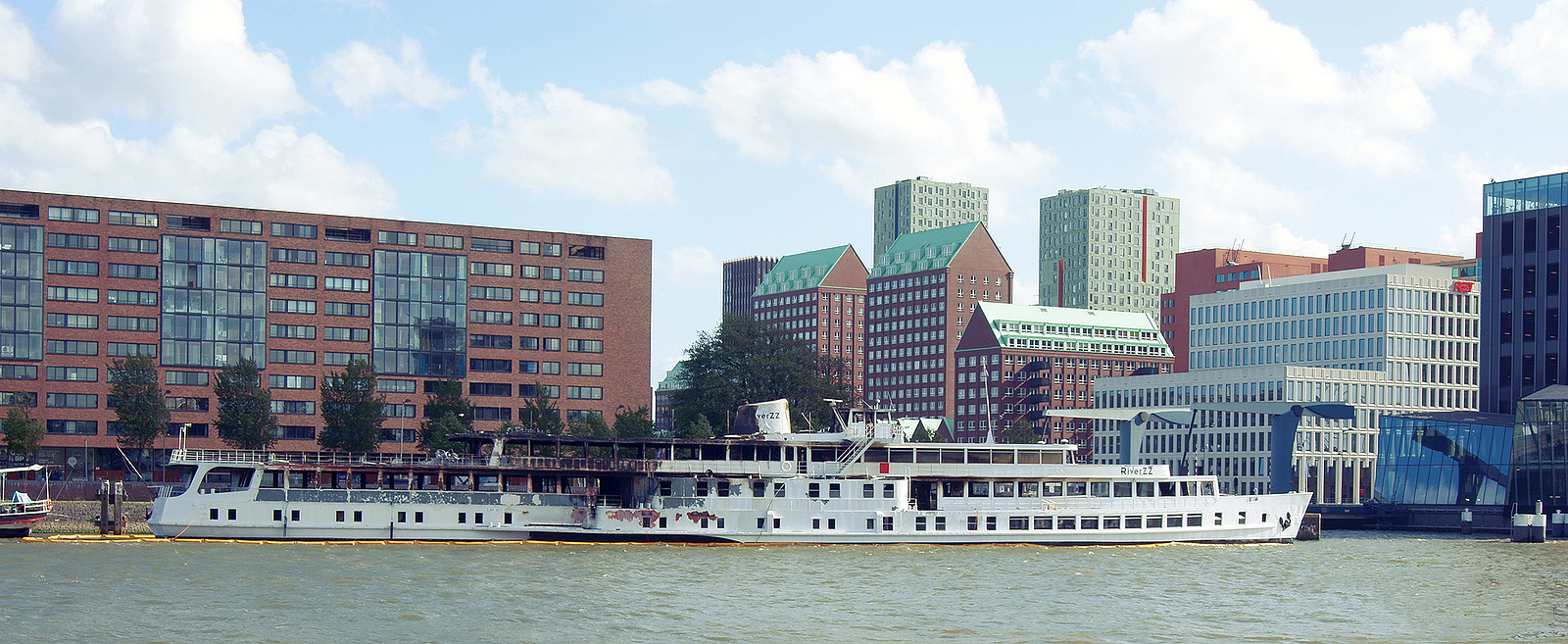
Die ausgebrannte RiverZZ am 12. September 2011 in Rotterdam

In Tourmalijn umbenannt wurde es zum Veranstaltungsschiff mit variablem Bankettsaal und Theaterbereich umgebaut. Das Schiff wurde in Rotterdam mit der ENI-Nr. 02329184 registriert. Sie wurde ab 2007 als größtes Party-Schiff Europas vermarktet und konnte für Veranstaltungen aller Art angemietet werden. Anfang 2011 übernahm die RiverZZ Events BV das Schiff. Nach Sanierungsmaßnahmen am Schiffskörper und Renovierung der Innenräume, erfolgte am 4. September 2011 am Anleger Eva Cohen-Hartogkade in Rotterdam die feierliche Wiederinbetriebnahme mit Umbenennung in RiverZZ. Am 9. September 2011 brach auf dem Schiff ein Brand aus. Das Feuer konnte zwar schnell unter Kontrolle gebracht werden, der Schaden war jedoch so hoch, dass das Schiff als Totalverlust abgeschrieben werden musste. Passagiere waren zum Zeitpunkt des Brandes nicht an Bord. Die River ZZ wurde Anfang 2012 bei Nederland BV in ’s-Gravendeel verschrottet.

## Konstruktion und Technik
Die Berlin wurde als Einrumpfschiff mit drei Decks, mit spitz zulaufendem Bug, leicht ausgestellten geraden Steven und einem Spiegelheck konstruiert. Der Rumpf besteht aus geschweißten Stahlplatten auf Spanten. Das Oberdeck, das am Bug und achtern mit großflächigen Sonnendecks abgeschlossen wurde, verfügte an beiden Seiten des Aufbaus über einen seitlich offenen und mit einem Geländer gesicherten promenadendeckähnlichen Außengang. Der nicht versenkbare Ruderstuhl war in der Schiffsmitte auf dem Oberdeck aufgesetzt.
Der Antrieb erfolgt mit zwei 6-Zylinder-Dieselmotoren des Typs Deutz SBV6M536 mit einer Leistung von je 634 kW, die auf jeweils einen vierflügeligen Voith-Schneider-Antrieb wirken. Die Länge über alles wird mit 88,55 m angegeben. Die Breite auf Spanten beträgt 9,00 m, die Breite über die Radkästen 15,50 m.